# ウィリアム・マードック

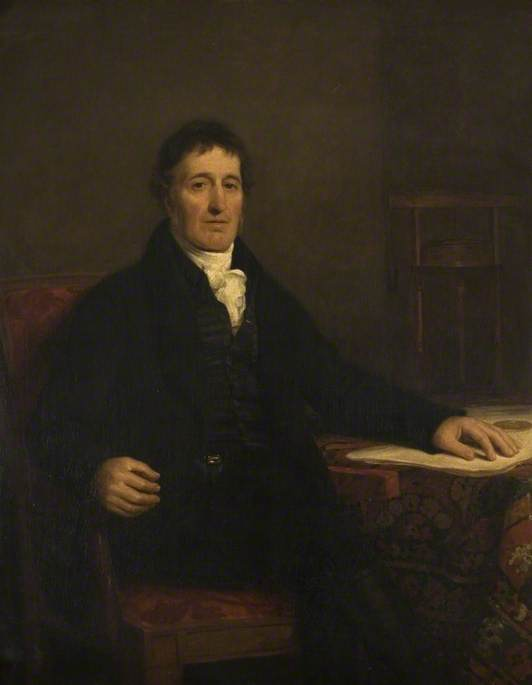
ウィリアム・マードック

ウィリアム・マードック（William Murdoch、綴りはMurdockとも、1754年8月21日 - 1839年11月15日）はスコットランドの技術者・発明家。ガス灯の先駆者であり、ボールトン・アンド・ワット商会のソーホー工場内にあった彼の小屋はガスで照明された世界初の住宅であった。またガスだけではなく、遊星歯車やD型弁（D slide valve）に改良を加えて蒸気機関に革新をもたらした。スチーム・ガン（steam gun）を発明した。蒸気船にも改善をもたらし、1784年には蒸気機関車の原型も製作している。また化学の分野においても多くの発見をしている。彼は初めはボールトンとワットの被雇用者であり、後に共同経営者となった。マードックの名は、単独の発明家としてではなくむしろマシュー・ボールトンとジェームズ・ワットの関連人物として記憶されている。

## 青少年期とバーミンガム時代
マードックはスコットランドのエアシャイア（Ayrshire）、クムノック（Cumnok）で1754年に生まれた。1777年、蒸気機関製造業者として有名なジェームズ・ワットのもとに職を求めて、彼は300マイル以上の距離があるバーミンガムへ徒歩で上京した。ワットの共同経営者ボールトンは、マードックがかぶっていた木製の帽子（彼が旋盤で作ったもの）に感銘を受けて彼を採用したという逸話がある。彼は短期間の内に社内で尊敬を集めるようになった。またマードックは、バーミンガムの工学・自然哲学の学会「ルナー・ソサエティ」の会員にもなった。

## コーンウォール時代
1779年、マードックはコーンウォールのレッドルース（Redruth）に蒸気機関製造の責任者として派遣された。ここにいる間、彼は余暇を設計と発明に費やした。彼が開発したものとしては、英国初の蒸気動力ロードスター（1785年）やガス灯（1792年）、タラの鰾からのアイシングラスの抽出法（1795年）などがある。
マードックは"Account of the Application of Gas from Coal to Economical Purposes" （石炭ガスを経済的目的に供するための方法の報告）という論文を書いた。これは1808年に王立協会に送られ、マードックはランフォード・メダルを受賞した。

## 記念
1892年に開かれたガス灯の百周年記念祭では、スターリングのナショナル・ウォレス・モニュメントで、ケルヴィン卿によってマードックの胸像の除幕式が行なわれた。また、マードックの埋葬されたハンズワース教会にはフランシス・レガット・チャントリーによる胸像も置かれている。
マードックは月光協会の記念碑「ムーンストーンズ（Moonstones）」（ボールトン、ワット、マードックの三人の像。ウィリアム・ボイル作。）と、「マードック街道（Murdock Road）」によってバーミンガムの人々に親しまれている。